# Te okropne kapelusze
Te okropne kapelusze (ang. Those Awful Hats) – amerykańska komedia krótkometrażowa z 1909 roku w reżyserii Davida Warka Griffitha. Akcja toczy się w małym, zatłoczonym kinie, gdzie widzom oglądającym spektakl notorycznie przeszkadzają inni ludzie, głównie kobiety noszące duże, ostentacyjne kapelusze, które zasłaniają przybyłym ekran. Film kończy się kartą tytułową z tekstem „panie proszone są o ściągnięcie kapeluszy”. Kopia filmu znajduje się w archiwum filmowym Biblioteki Kongresu Stanów Zjednoczonych.

## Obsada
- Mack Sennett – mężczyzna w kurtce w kratę
- Flora Finch – kobieta z największym kapeluszem
- Linda Arvidson – na widowni
- John R. Cumpson – na widowni
- George Gebhardt – na widowni
- Robert Harron – na widowni
- Anita Hendrie – na widowni
- Charles Inslee – na widowni
- Arthur V. Johnson – na widowni
- Florence Lawrence – na widowni
- Gertrude Robinson – na widowni
- Dorothy West – na widowni